# Øystein Garnes Brun
Øystein Garnes Brun (född 14 april 1975) är en norsk, musiker och låtskrivare. Han är gitarrist i och grundläggare av norska black metal-bandet Borknagar. Han har varit den enda permanenta medlemmen i gruppen och har skrivit nästan alla bandets låtar. 
Efter att ha släppt två fullängdsalbum med death metal-bandet Molested blev Garnes Brun trött på att spela brutal death metal och bestämde sig för att bilda ett mer melodiskt metallband inspirerat av den växande black metal-rörelsen. Han skrev några låtar som så småningom inspelades och blev Borknagars första album.
2004 grundade Øystein Garnes Brun och Andreas Hedlund det episkt ljudande heavy metal-bandet Cronian som hade varit i planeringsstadiet sedan Hedlund hade gått med i Borknagar. Deras debutalbum Terra producerades av Dan Swanö och släpptes 2006 av skivbolaget Century Media.

## Diskografi
Med Molested
- Blod-draum (1995)
- Stormvold (EP) (1997)

Studioalbum med Borknagar
- Borknagar (1996)
- The Olden Domain (1997)
- The Archaic Course (1998)
- Quintessence (2000)
- Empiricism (2001)
- Epic (2004)
- Origin (2006)
- Universal (2009)
- Urd (2012)
- Winter Thrice (2016)

Med Cronian
- Terra (2006)
- Enterprise (2008)
- Erathems (2013)